# サタブラPlus
『サタブラPlus』（サタブラプラス）は、2005年10月8日から2007年3月31日まで熊本朝日放送で毎週土曜 10:00 - 10:55 （JST）に放送されていたローカル情報番組である。ハイビジョン制作（ハイビジョン放送は地上デジタル放送のみで実施）。

## 概要
それまで熊本朝日放送が放送していた『花畑情報カフェ サタブラ』が、2005年10月1日の本社移転を受けて改題リニューアルしたものであり、出演者および放送時間も変更。新社屋への移転が完了し、稼働を開始した当日に放送された記念番組『駅前TV』では、本番組の紹介と新出演者の紹介が行われた。番組リニューアル第1回目の放送では、移転先となった熊本市西区二本木周辺エリアの紹介や新社屋の紹介などを行った。また、当時熊本朝日放送の社長だった門垣逸夫が出演した。リニューアル前と同じく、この時間帯における熊本県のテレビ番組で唯一のローカル番組だった。
1周年記念スペシャルとして放送された2006年10月7日放送分では、メインキャスターの黒木よしひろと相越久枝とリポーター陣が自ら用意したプレゼントを視聴者に手渡した。また、その日の放送は平常放送時に使用していたスタジオではなく、新社屋の玄関で行われた。
番組は2007年3月30日放送分をもって同タイトルでの放送を終了し、『駅前TVサタブラ』へとリニューアル。同時に、メインキャスターを務めていた相越が番組を卒業した（『駅前TVサタブラ』には出演していない）。

## 出演者

### メインキャスター
- 黒木よしひろ
- 相越久枝

### リポーター
- 岩清水愛
- 田中洋平
- 小山満利子
- 高橋よしえ
- 吉村真紀
- 真猿

### 「鶴屋インフォメーション」ナレーター
- 徳永千帆子（当時KABアナウンサー）

## 番組構成・タイムテーブル
- 10:00- 番組開始
- 10:54- 鶴屋インフォメーション
- 10:55- 番組終了

## コーナー

### 週替わりコーナー（特集）
- グルメ探偵
- 黒木のぶらっ旅
- サタブラ女子マラソン部
- サタブラ応援団

### 毎週放送のコーナー
- 相越's EYE
  - ケービィーのセンチメンタルジャーニー
- サタブランチ
- 中継（鶴屋百貨店で催し物がある時のみに実施）
- 鶴屋インフォメーション

## オープニングテーマ
- テレポーテーション / Capsule （アルバム『L.D.K. Lounge Designers Killer』に収録）